# Campanula rupestris
Campanula rupestris là loài thực vật có hoa trong họ Hoa chuông. Loài này được Sm. mô tả khoa học đầu tiên năm 1806.